# سرگذشت نارنیا (مجموعه‌تلویزیونی)
سرگذشت نارنیا (به انگلیسی: The Chronicles of Narnia) مجموعه تلویزیونی محصول سال ۱۹۸۸ تا ۱۹۹۰ و به کارگردانی مارلین فاکس است. در این مجموعه تلویزیونی بازیگرانی همچون ریچارد دمپسی، سوفی کوک، جاناتان اسکات، سوفی ویلکاکس، دیوید توایتس، رانلد پیکاپ و کامیلا پاور ایفای نقش کرده‌اند.
این مجموعه تلویزیونی براساس سرگذشت نارنیا، نوشته سی. اس. لوئیس ساخته شده است.
- این مجموعه تلویزیونی خود از سه مجموعه تشکیل شده است.

1. شیر، کمد و جادوگر (مجموعه‌تلویزیونی ۱۹۸۸)
2. شاهزاده کاسپین و سفر کشتی سپیده‌پیما (مجموعه‌تلویزیونی ۱۹۸۹)
3. صندلی نقره‌ای (مجموعه‌تلویزیونی ۱۹۹۰)